# Masiphyoidea chaetosa
Masiphyoidea chaetosa är en tvåvingeart som beskrevs av Thompson 1963. Masiphyoidea chaetosa ingår i släktet Masiphyoidea och familjen parasitflugor. Inga underarter finns listade i Catalogue of Life.